# Dobbeltdækkervogn
En dobbeltdækkervogn er en personvogn i to etager. De indsættes typisk flere sammen som dobbeltdækkertog eller som togsæt på jernbaner, hvor der er brug for ekstra mange pladser til passagererne.
Dobbeltdækkervogne findes i en række forskellige udformninger alt afhængig af perronhøjden på stationerne, behovet for hurtig passagerudveksling og billetkontrol, om de skal bruges til lokaltrafik eller fjerntrafik osv. Typisk vil der dog være trapper i hver ende af en dobbeltdækkervogn, mens hver etage er udformet omtrent som en traditionel vogn om end med lavere loftshøjde. En speciel variant er dog de såkaldte gallerivogne, hvor den øverste etage kan sammenlignes med en mezzanin eller hems, og hvor togføreren kan kontrollere billetter hos passagerer på begge etager, når han eller hun går gennem midtergangen.
Dobbeltdækkervogne er en mulighed, når en jernbane er udnyttet til fuld kapacitet, og er et alternativ til dyrere, mere tidskrævende eller fysisk umulige ting som flere tog, længere tog (kan kræve længere perroner), bredere tog eller flere spor. De er derfor særligt velegnede til pendlertrafikken omkring storbyer og på tæt trafikerede hovedbaner. En anden fordel er, at kapaciteten øges mere vægten og energiforbruget, til trods for at de enkelte vogne er tungere end traditionelle personvogne i en etage. F.eks. fik det franske højhastighedstog TGV Duplex 45 % flere pladser end forgængeren, men vægten pr. siddeplads blev samtidig reduceret fra 1,1 til 0,7 tons.
En af ulemperne ved dobbeltdækkervogne er, at en stor del af pladserne kun er tilgængelige via trapper. Et andet problem er, at vognene trods deres større kapacitet ikke har flere døre, hvilket gør passagerudvekslingen på stationerne mere tidskrævende. Den højere kapacitet sammen med vognenes egen højere vægt giver også et højere akseltryk. For at forebygge det kan det være nødvendigt med kortere vogne eller at forstærke de enkelte baner. Endelig er der højden, der kan give problemer i forhold til broer og tunneller. At forhøje disse og/eller sænke sporene kan være meget kompliceret og dyrt. Bl.a. derfor findes der ikke toetages tog i Storbritannien, hvor dobbeltdækkerbusser ellers er udbredte.
Vogne og tog med to etager forekommer både i lande med bredspor som Finland, Rusland, Indien og Pakistan og i lande med normalspor som Danmark, Sverige, Nederlandene, Tyskland, Frankrig, Japan, USA og Canada. I Danmark kører DSB med 113 dobbeltdækkervogne trukket af Vectron-lokomotiver, især i pendlertrafikken ved storbyerne.
En særlig form for toetages tog er godstog, hvor containere er stablet ovenpå hinanden i to lag. Det blev indført af Southern Pacific i 1977 og blev almindeligt i hele USA omkring 1984.